# Prueba del bromo
En química analítica, la prueba del bromo consiste en comprobar la presencia de alquenos o fenoles con una simple prueba con agua de bromo. Con el alqueno, se produce una adición electrofílica, rompiendo el enlace doble y generando una halohidrina. Con un fenol se lleva a cabo la sustitución electrofílica aromática, formando bromofenoles. La reacción se caracteriza por el cambio de coloración (pasa del color rojizo del bromo a incoloro) lo que ratifica la presencia del alqueno.